# Kp (digramme)
Cette page contient des caractères spéciaux ou non latins. S’ils s’affichent mal (▯, ?, etc.), consultez la page d’aide Unicode.
Pour les articles homonymes, voir KP.
Kp est un digramme de l'alphabet latin composé d'un K et d'un P.

## Linguistique
Le digramme Kp est utilisé par diverses langues africaines pour noter le son représenté par /k͡p/ dans l'alphabet phonétique international.

## Représentation informatique
À la différence d'autres digrammes, il n'existe aucun encodage du Kp sous la forme d'un seul signe. Il est toujours réalisé en accolant les lettres K et P.